# Jason Lee
Jason Michael Lee (n. 25 aprilie 1970, Orange County, California) este un comic american și actor. Este cel mai cunoscut pentru rolul său Earl Hickey din My Name is Earl, ca Syndrome din filmul Incredibilii (The Incredibles) sau ca Dave Seville din seria de Alvin și veverițele (Alvin and the Chipmunks); de asemenea este notabil pentru colaborarea cu regizorul Kevin Smith. Lee este co-fondatorul și co-proprietarul  (împreună cu Chris Pastras) a companiei Stereo Skateboards, o companie care sponsorizează diverse activități ce implică skateboardul. 

## Filmografie
| An   | Film                                      | Rol                           | Note |
| ---- | ----------------------------------------- | ----------------------------- | --- |
| 1991 | Video Days                                |                               | |
| 1993 | Mi Vida Loca                              | Teenage Drug Customer         | |
| 1994 | Chance and Things                         | Instructorul de dans de la TV | |
| 1995 | Mallrats                                  | Brodie Bruce                  | |
| 1996 | Drawing Flies                             | Donner                        | |
| 1997 | Chasing Amy                               | Banky Edwards                 | Independent Spirit Award for Best Supporting Male |
| 1997 | A Better Place                            | Dennis Pepper                 | |
| 1998 | Kissing a Fool                            | Jay Murphy                    | |
| 1998 | American Cuisine                          | Loren Collins                 | |
| 1998 | Enemy of the State                        | Daniel Zavitz                 | |
| 1999 | Dogma                                     | Azrael                        | |
| 1999 | Mumford                                   | Skip Skipperton               | |
| 2000 | Almost Famous                             | Jeff Bebe                     | Online Film Critics Society Award for Best Cast Nominated-Blockbuster Entertainment Award for Favorite Supporting Actor - Drama/Romance Nominated-Screen Actors Guild Award for Outstanding Performance by a Cast in a Motion Picture |
| 2001 | Heartbreakers                             | Jack Withrowe                 | |
| 2001 | Jay and Silent Bob Strike Back            | Brodie Bruce / Banky Edwards  | |
| 2001 | Vanilla Sky                               | Brian Shelby                  | |
| 2002 | Big Trouble                               | Puggy                         | |
| 2002 | Stoked: The Rise and Fall of Gator        |                               | Documentary |
| 2002 | Stealing Harvard                          | John Plummer                  | |
| 2003 | A Guy Thing                               | Paul                          | |
| 2003 | Dreamcatcher                              | Beaver                        | |
| 2003 | I Love Your Work                          | Larry Hortense                | |
| 2004 | Oh, What a Lovely Tea Party               |                               | Documentar |
| 2004 | Jersey Girl                               | PR Exec #1                    | |
| 2004 | The Incredibles                           | Syndrome / Young Buddy Pine   | Doar voce |
| 2005 | Jack-Jack Attack                          | Syndrome                      | Doar voce Scurtmetraj inclus în lansarea pe DVS a filmului The Incredibles |
| 2005 | The Ballad of Jack and Rose               | Gray                          | |
| 2005 | Drop Dead Sexy                            | Frank                         | |
| 2006 | Clerks II                                 | Lance Dowds                   | |
| 2006 | Rising Son: The Legend of Christian Hosoi |                               | Documentar |
| 2006 | Monster House                             | Bones                         | Voice only |
| 2007 | Underdog                                  | Underdog (Shoeshine)          | Voice only |
| 2007 | The Man Who Souled the World              |                               | Documentary |
| 2007 | Alvin and the Chipmunks                   | Dave Seville                  | Nominated - Kids' Choice Award for Favourite Movie Actor |
| 2008 | Celebrity Family Feud                     | Earl Hickey                   | |
| 2009 | Alvin and the Chipmunks: The Squeakquel   | Dave Seville                  | |
| 2010 | Cop Out                                   | Roy                           | |
| 2011 | Noah's Ark: The New Beginning             | Japheth                       | Doar voce |
| 2011 | The Other Side                            | Mortimer Flybait              | Doar voce |
| 2011 | Columbus Circle                           | Charlie                       | |
| 2011 | Alvin and the Chipmunks: Chipwrecked      | Dave Seville                  | |
| 2014 | Behaving Badly                            | Father Krumins                | Post-producție |

## Televiziune
| An        | Emisiune TV                 | Rol               | Note |
| --------- | --------------------------- | ----------------- | --- |
| 1997      | Weapons of Mass Distraction | Phillip Messenger | |
| 2005–2009 | My Name Is Earl             | Earl Hickey       | 96 Episodes Also Producer for 50 Episodes Nominated-Golden Globe Award for Best Actor - Television Series Musical or Comedy (2006-2007) Nominated-Satellite Award for Best Actor - Television Series Musical or Comedy (2005-2006) Nominated-Screen Actors Guild Award for Outstanding Performance by a Male Actor in a Comedy Series Nominated-Screen Actors Guild Award for Outstanding Performance by an Ensemble in a Comedy Series (2006-2007) |
| 2010-2013 | Raising Hope                | Smokey Floyd      | Guest Star |
| 2010-2011 | Memphis Beat                | Dwight Hendricks  | 20 episoade |
| 2011      | Up All Night                | Kevin             | |
| 2013      | Second sight                |                   | |
| 2013      | Men at Work                 | Donnie            | Guest star, uncredited cameo appearance |

## Jocuri video
| An   | Joc video               | Rol          | Note           |
| ---- | ----------------------- | ------------ | -------------- |
| 2004 | The Incredibles         | Syndrome     |                |
| 2006 | Tony Hawk's Project 8   | Rolul său    |                |
| 2007 | Alvin and the Chipmunks | Dave Seville | Cutscenes Only |
| 2010 | Skate 3                 | Coach Frank  | [ 3 ] [ 4 ]    |
| 2013 | Disney Infinity         | Syndrome     |                |

## Legături externe
- Jason Lee la Internet Movie Database
- Interview conducted November 2006 Arhivat în 3 noiembrie 2013, la Wayback Machine.
- Jason Lee pe Curlie